# Gold (singel ATB)
Gold – pierwszy singel André Tannebergera z albumu Distant Earth. Został wydany 29 kwietnia 2011 roku i zawiera sześć utworów. Piosenkę zaśpiewał Jan Löchel.

## Lista utworów
| Nr | Tytuł                                | Długość |
| -- | ------------------------------------ | ------- |
| 1. | Gold (Golden Fields Airplay Mix)     | 3:58    |
| 2. | Gold (Golden Fields Club Mix)        | 7:55    |
| 3. | Gold (Dabruck & Klein Radio Cut)     | 3:26    |
| 4. | Gold (Dabruck & Klein Remix)         | 5:50    |
| 5. | Gold (Josh Gallahan Remix Short Cut) | 3:47    |
| 6. | Gold (Josh Gallahan Remix)           | 7:09    |